# Université d'Aksaray
 (mai 2019).
Si vous disposez d'ouvrages ou d'articles de référence ou si vous connaissez des sites web de qualité traitant du thème abordé ici, merci de compléter l'article en donnant les références utiles à sa vérifiabilité et en les liant à la section « Notes et références ».
L’université d'Aksaray (en turc : Aksaray Üniversitesi) est une université publique turque à Aksaray fondée en 2006 à partir de l’université de Niğde.